# Trocadéro (metropolitana di Parigi)
Trocadéro è una stazione delle linee 6 e 9 della metropolitana di Parigi.

## La stazione
La stazione venne aperta nel 1900 sulla linea 6.
La stazione prende il nome dalla place du Trocadéro che a sua volta lo mutua dalla battaglia del Trocadero, sito fortificato della baia di Cadice che venne espugnato dalle truppe francesi al comando del duca d'Angoulême, il 31 agosto 1823. Lo stesso nome venne posto al palazzo costruito per l'esposizione universale del 1878. Lo stesso venne poi demolito nel 1937 e sostituito con l'attuale palais de Chaillot che ospita il Musée de l'Homme, de la Marine, des Monuments français et du Cinéma.
La stazione venne dotata, prima del 1914, di una delle prime scale mobili.

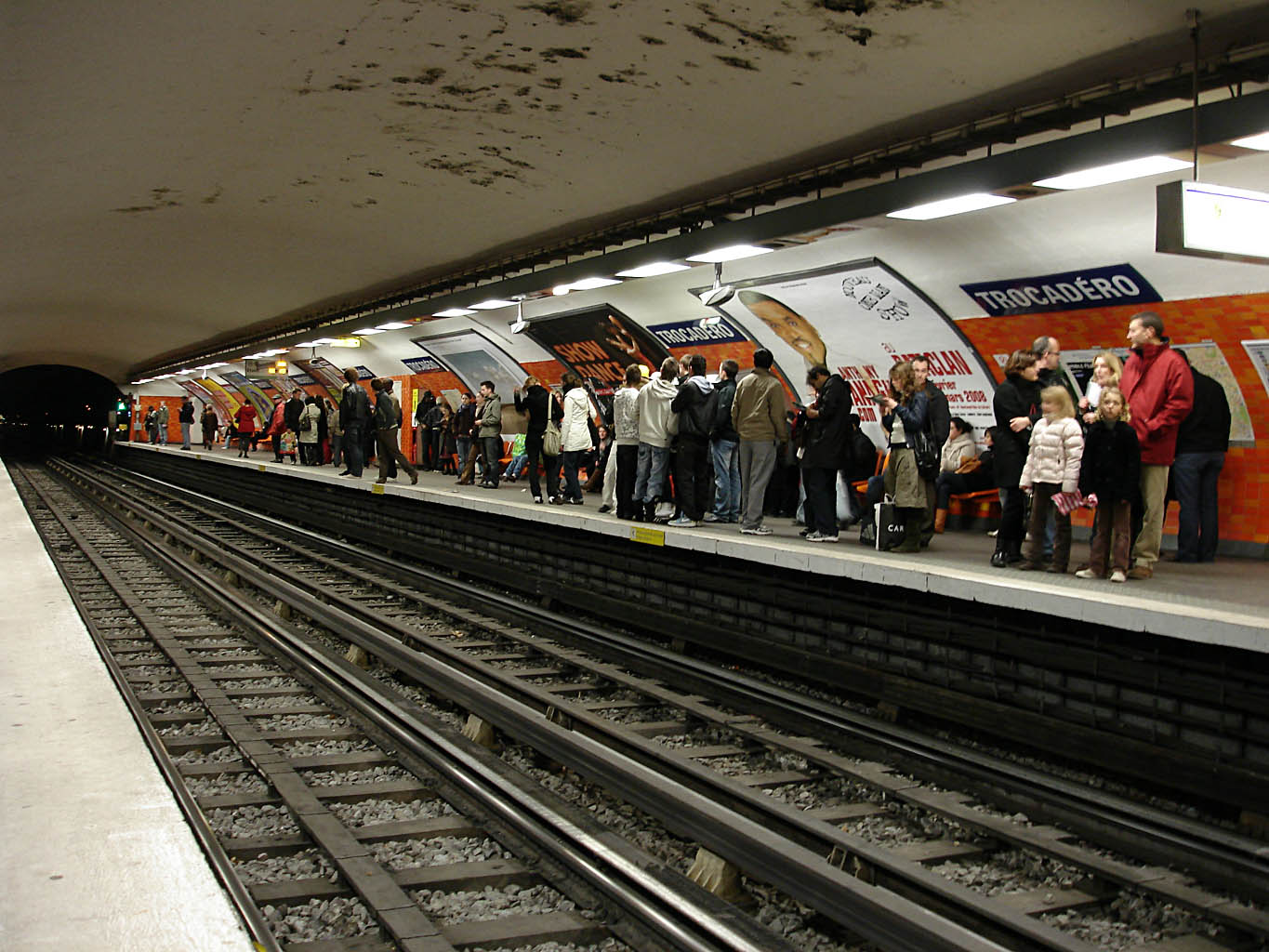
La banchina della linea 6
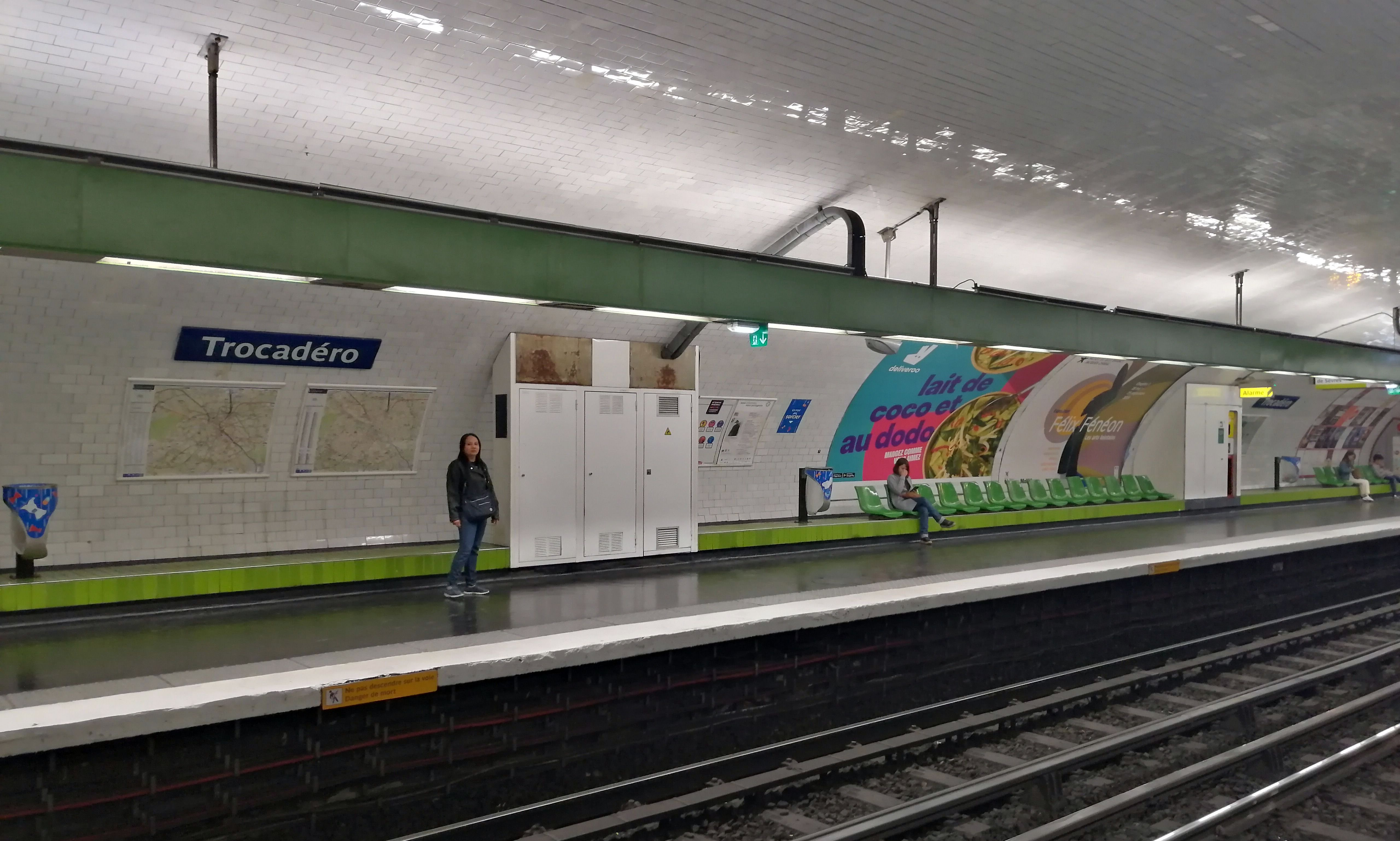
La banchina della linea 9

## Interconnessioni
- Bus RATP - 22, 30, 32, 63
- Noctilien - N53

## Nelle vicinanze
- Torre Eiffel